# Sid Catlett
Sidney Catlett (Evansville, 17 januari 1910 - Chicago, 25 maart 1951) was een Amerikaanse jazzdrummer.

## Biografie
Sid Catlett leerde in Chicago piano spelen en wisselde daarna naar de drums. Op 18-jarige leeftijd in 1928 begon zijn muzikale carrière samen met Darnell Howard. In 1930 verhuisde hij met het orkest van Sammy Stewart naar New York en werkte hij onder andere met Elmer Snowden (1931/1932), Benny Carter (1932/1933), The Chocolate Dandies, bij McKinney's Cotton Pickers (1933–1934) en het Jeter-Pillars Orchestra (1934–1935), bij Fletcher Henderson (1936), Don Redman (1936/1937) en Louis Armstrong (1938–1942). In 1941 werd hij opgenomen in de band van Benny Goodman.
In 1945 speelde hij kort bij Duke Ellington en behoorde daarna tot het sextet van Teddy Wilson. Daarnaast had hij zijn eigen band en speelde hij van 1947 tot 1949 voor Louis Armstrongs All Stars en werd diens favoriete drummer. Als uitzondering onder de oudere drummers kon Catlett de overgang naar de modern jazz toepassen en in elke stijl (dixieland, swing, bop) met bigband en combo spelen. Hij nam ook op met The Chocolate Dandies, de Esquire All Stars, Edmond Hall, John Hardee, Dizzy Gillespie, Lester Young, Coleman Hawkins, Billie Holiday, Duke Ellington en Sidney Bechet. De laatste jaren van zijn leven was hij meestal in Chicago, waar hij bij Eddie Condon speelde, maar hij trad ook in New York op met John Kirby.
Zijn fantasierijke en handelingsbekwame spel is vastgelegd in de film Jammin' the Blues (1944) van Gjon Mili. Tot Catletts belangrijkste opnamen behoren Eddie Condons Home Cooking en Spike Hughes' Fanfare (1933), Fletcher Hendersons Blue Lou, Don Redmans Bugle Call Rag en Teddy Wilsons Warming Up (1938), Chu Berrys Sittin' In (1938), Louis Armstrongs Bye And Bye (1939), Harlem Stomp en Wolverine Stomp (1940), Do You Call That A Buddy (1941), A Song Is Born, Steak Face en Boff Boff (1947), Sidney Bechets Wild Man Blues (1940), Lester Youngs Afternoon of a Basie-ite en Sometimes I'm Happy (1943), James P. Johnsons Victory Stride (1944), Dizzy Gillespies Shaw Nuff en Salt Peanuts (1945) en Mezzrow-Bechets House Party (1945).
In 1996 werd Sid Catlett opgenomen in de Big Band and Jazz Hall of Fame.

## Overlijden
In 1951 kreeg hij een zware longontsteking en in hetzelfde jaar overleed hij op 41-jarige leeftijd aan de gevolgen van een hartinfarct, terwijl hij een paar vrienden backstage bezocht tijdens een Oran Page-benefietconcert.